# Casual (Fernsehserie)
Casual ist eine US-amerikanische Comedy-Serie über eine dysfunktionale Familie von Zander Lehmann. Sie wurde von 2015 bis 2018 vom Sender Hulu gezeigt und war für einen Golden Globe Award als Beste Serie – Komödie oder Musical nominiert.

## Inhalt

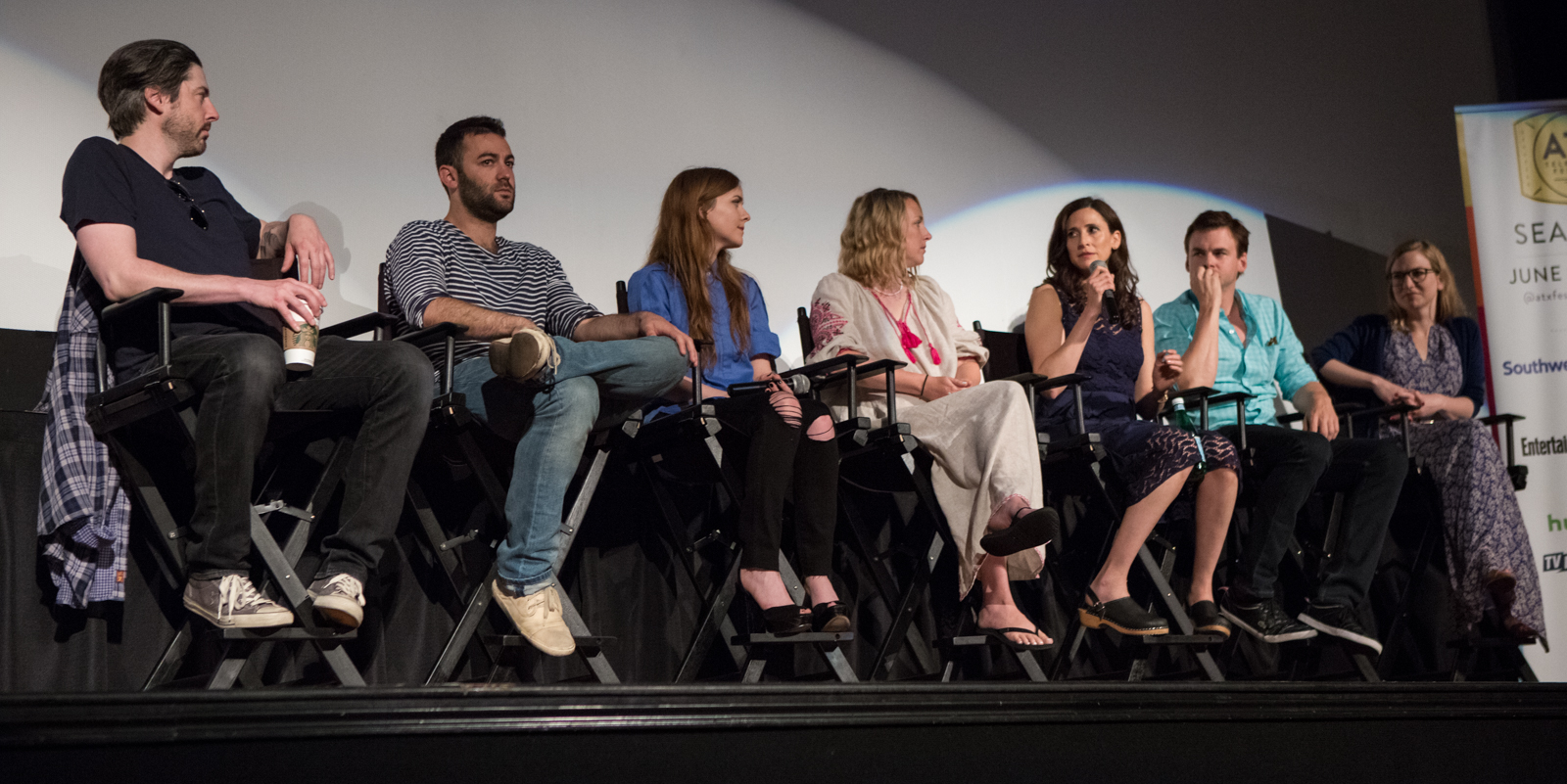
Besetzung der Serie (2016)

Die erfolgreiche Psychotherapeutin Valerie ist gemeinsam mit ihrer pubertierenden Tochter Laura bei ihrem depressiven Bruder Alex eingezogen, nachdem sie ihren Mann mit einer jüngeren Frau erwischt hat. Ihr Bruder Alex lebt als Junggeselle von den Erlösen seiner Datingwebsite.

## Veröffentlichung im deutschsprachigen Raum
Noch bevor es zu einer Ausstrahlung im Fernsehen oder bei einem Streaming-Anbieter kam, wurde die erste Staffel der Serie durch Sony Pictures Home Entertainment am 8. März 2018 auf DVD veröffentlicht.
Die deutschsprachige Synchronisation der Serie erfolgte durch die Arena Synchron GmbH, Berlin unter Dialogregie von Katrin Fröhlich.
Alle vier Staffeln sind 2020 deutschsprachig bei verschiedenen Streaminganbietern zu sehen.